# 10a edició dels Premis Mestre Mateo
La 10a edició dels premis Mestre Mateo fou celebrada el 28 d'abril de 2012 per guardonar les produccions audiovisuals de Galícia del 2011. Durant la cerimònia, l'Academia Galega do Audiovisual va presentar els Premis Mestre Mateo en 28 categories. La gala es va celebrar al PALEXCO de La Corunya i va tenir com a títol Crise, que crise?, fent esment a les dificultats que estava sofrint la indústria del cinema per a continuar produint obres de qualitat en plena recessió econòmica.

## La gala
La presentació va ser a càrrec de l'actriu María Castro, sota la direcció de Ángel de la Cruz, i durant la gala es van lliurar els premis en 28 categories d'entre un total de 107 candidatures. >
La favorita en aquesta edició va ser la sèrie de televisió Matalobos, finalista en 15 categories; el Llargmetratge de ficció Doentes, amb 13 nominacions; el llargmetratge d'animació Arrugues, amb 8 candidatures; el documental Tralas Luces i la pel·lícula de televisió Eduardo Barreiros, o Henry Ford galego, ambdues amb 6 candidatures.

El Premi d'Honor Fernando Rey fou atorgat a Dolores Ben, presidenta de l'Asociación Galega de Productoras Independentes (AGAPI)

Entre les parelles encarregades de lliurar cadascun dels premis van estar alguns dels rostres més coneguts de la televisió i el cinema gallec, com Luis Tosar, Roberto Vilar, Beatriz Manjón, Xosé Manuel Olveira "Pico", Isabel Blanco, Pedro Alonso, David Seijo, Javier Gutiérrez Álvarez o el presentador Fernando González "Gonzo".

### Curiositats
Un dels moments cims de l'acte va succeir quan la presentadora María Castro es va acostar al Conselleiro de Cultura, Jesús Vázquez Abad i li va regalar una tisores per si les necessitava per fer alguna retallada més.

## Premis

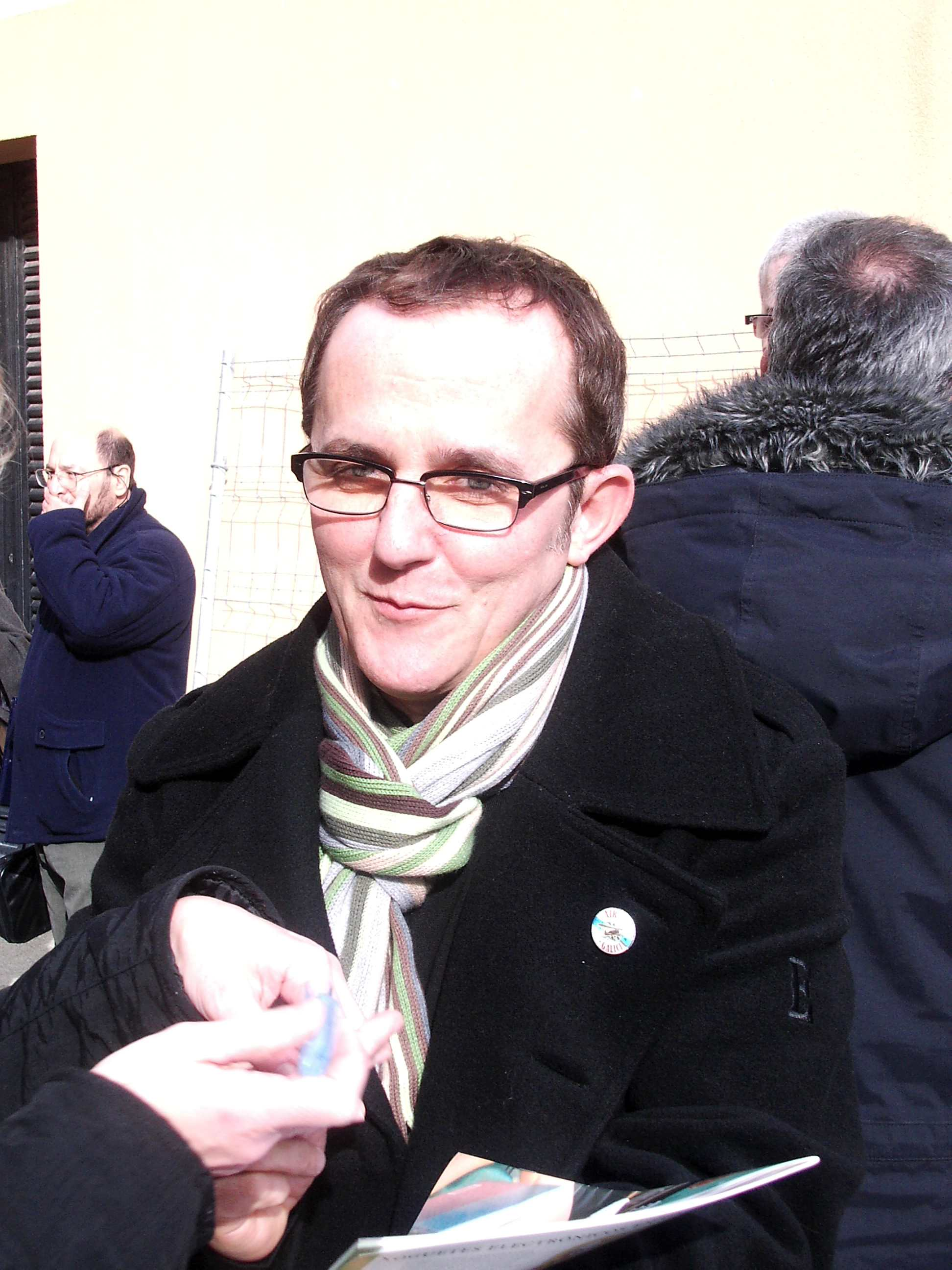
Antonio Durán "Morris", millor actor.

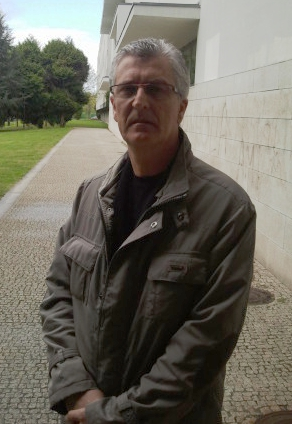
Antonio Mourelos, millor actor secundari.

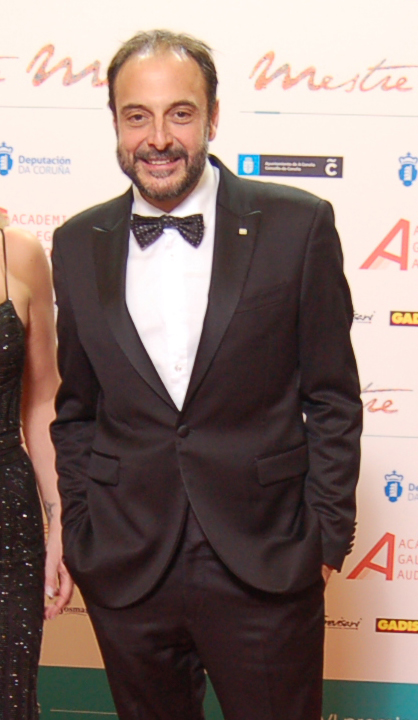
Roberto Vilar, millor comunicador.

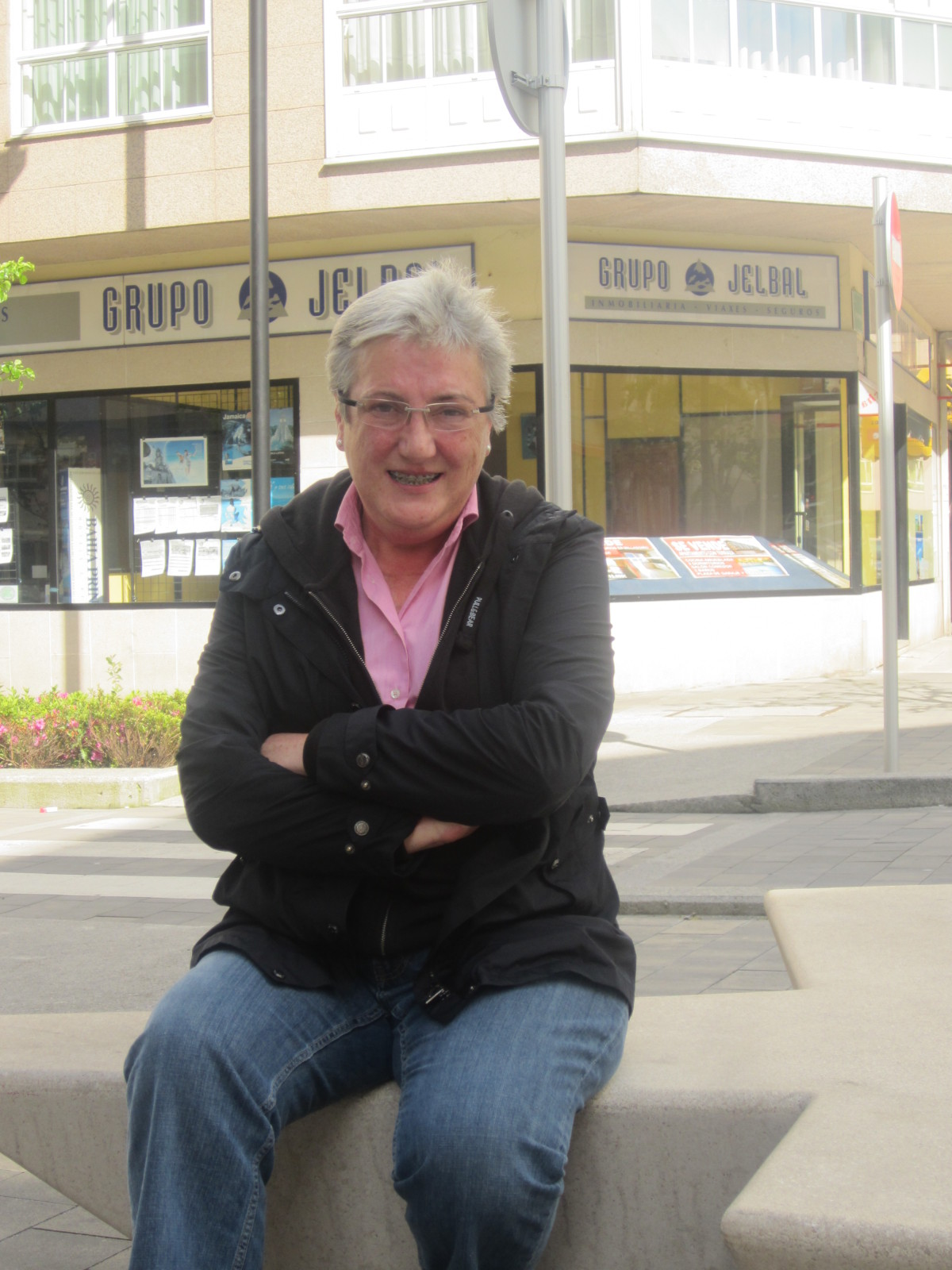
Dolores Ben, premio de honra Fernando Rey.

Els guanyadors són els que apareixen en primer lloc i destacats en negreta.
| Millor pel·lícula | Millor director |
| --- | --- |
| - Doentes – Gustavo Balza - A casa da luz – Carlos Amil Serantes - Secuestrados – Miguel Ángel Vivas - Sinbad – Antón Dobao | - Sandra Sánchez – Tralas luces - Gustavo Balza – Doentes - Ignacio Ferreras – Engurras - Simón Casal de Miguel – Eduardo Barreiros, o Henry Ford galego |
| Millor film d'animació | Millor film per televisió |
| - Engurras – Perro Verde Films S.L., Cromosoma S.A., Elephant in the Black Box i TVG - Copito de nieve – Producións A Fonsagrada, Castelao Pictures, MUF Animation i Utopía Global                                                                                     | - Eduardo Barreiros, o Henry Ford galego – Continental Producciones, Salero Films i TVG - Emilia Pardo Bazán, a condesa rebelde – Zenit Televisión i TVG - A pesar de todo, quérote – Adivina Producións en conprodució amb TVG - As reliquias do Santo – Bren Entertainment e TVG                         |
| Millor actor | Millor actriu |
| - Antonio Durán "Morris" – Doentes com Cañete - Federico Pérez – Era visto! com Moncho - Luís Iglesia – Matalobos com Carmelo Matalobos Torreiro - Xosé Manuel Olveira "Pico" – Doentes com Valeriano                                                                  | - Susana Dans – Emilia Pardo Bazán, a condesa rebelde com Emilia Pardo Bazán - Luísa Merelas – Matalobos com Carme Torreiro - María Bouzas – As reliquias do Santo com Abadesa - María Vázquez – Doentes                                                                                                   |
| Millor actor secundari | Millor actriu secundària |
| - Antonio Mourelos – Matalobos com Santiago Freire - Ricardo de Barreiro – Matalobos com Mateo Veloso - Xabier Deive – Matalobos com Diego Dourado - Víctor Fábregas – Era visto! com Lino                                                                             | - Camila Bossa – Matalobos com Adriana Calderón - Fina Calleja – Padre Casares com Moncha - Marta Larralde – Outro máis com Bea - Mela Casal –Sinbad como Aurora |
| Millor guió | Millor realitzador |
| - Engurras – Ángel de la Cruz, Ignacio Ferreras, Paco Roca i Rosanna Cechini - Matalobos – Alberto Guntín, Daniel D. García i Benigno López - Doentes – Roberto G. Méndez i Gustavo Balza - Tralas luces – Sandra Sánchez                                              | - Matalobos – Marta Piñeiro i Judas Diz - Era visto! – Carlos Ares, Xosé Castro i Andrés Mahía - Galegos no mundo – Mónica Ares - Soño de Nadal – Xaime Fandiño |
| Millor obra experimental | Millor documental |
| - De amor e cantería – Píxel Films i Fundación Manuel María - 24 – Filmika Galaika S.L. - O Olláparo – Sonia i Miriam Albert Sobrino - Ophiusa – Filmika Galaika, S.L.                                                                                                 | - As silenciadas – Mr Misto Films, S.L. - Apash, os de fóra – Tintimán Audiovisual i TVG - Estrela na alba, o pensamento político de Castelao – Píxel Films - Galicia caníbal – Filmanova |
| Millor sèrie de televisió | Millor programa de televisió |
| - Matalobos – Voz Audiovisual i TVG - Angélica y Roberta – Oroboro Films, Sonia&Sandra i La Panificadora - Era visto! – Producións Zopilote - Padre Casares – Voz Audiovisual i TVG                                                                                    | - Zigzag diario – TVG - Galegos no Mundo – Portocabo e TVG - Cos pés na terra – Producciones A Fonsagrada i TVG - Reporteiros – TVG |
| Millor direcció de producció | Millor direcció artística |
| - Enrique Batet –Doentes - Carlos Amoedo – Eduardo Barreiros, o Henry Ford galego - Manuel Cristóbal i Helena Fortuny – Engurras - Paula Fernández – Matalobos | - Alexandra Fernández – Doentes - Paco Roca – Engurras - Curru Garabal – Sinbad - Antonio Pereira i Ángel Amaro – Eduardo Barreiros, o Henry Ford galego |
| Millor comunicador de televisió | Millor muntatge |
| - Roberto Vilar – Land Rober - Xosé A. Touriñán – Un soño de Nadal - Marcos Pereiro – Un soño de Nadal - Marta Doviro – A mochila do viaxeiro | - Tralas luces – Sandra Sánchez i Nahum C. Fiuza - Doentes – Sandra Sánchez - Matalobos – Marisol Torreiro, Pablo Paz i Pablo Muñoz - Engurras – Gemma Gassó |
| Millor música original | Millor so |
| - Engurras – Nani García - Doentes – Bieito Romero - Outro máis – Manu Conde - Secuestrados – Sergio Moure | - Engurras – Diego S. Staub, Carlos García i Migel Barbosa - Tralas luces – Claudio Canedo, Miguel Barbosa e Diego S. Staub - Doentes – Carlos Mouriño - Matalobos – Alfonso Couceiro, Santi Jul e Iván Laxe                                                                                               |
| Millor fotografia | Millor maquillatge i pentinat |
| - Doentes – Suso Bello - As reliquias do Santo – Alfonso Parra - Tralas luces – Sandra Sánchez - Matalobos – Xosé Manuel Neira i Xosé Manuel Caamaño | - Emilia Pardo Bazán, a condesa rebelde – Mara Collazo e Chicha Blanco - Eduardo Barreiros, o Henry Ford galego – Cristina Couto - Matalobos – Cristina Couto i Óscar Aramburu - Secuestrados – Raquel Fidalgo                                                                                             |
| Millor obra interactiva | Millor producció de publicitat |
| - Area fai seis – Instituto Galego de Consumo (IGC), Editorial Galaxia, Ánxeles Abelleira e Moonbite - Titanio y plutonio en el País el ciclograma - Viewpoint Edition – Hipotálamo Films                                                                              | - Colección de cortiniñas TVG – Abano Producións S.L. - Esaxeradamente boa – Mondotropo - Escuadrón Maloserá. 2º episodio – Congo Producciones S.A. - Spot "Unha terra chamada calidade" – Lúa Films |
| Millor curtmetratge d'imatge real | Millor curtmetratge d'animació |
| - As damas negras – Sonia Méndez i Oroboro Films - Adivina quien viene a comer mañana – Píxel films, Prosopopeya Producciones i Nephilim Producciones - Estereoscopía – Xacio Rodríguez Baño - La increible historia de Macareno y la Puta Milagrosa – La Tuerka Films | - El club del bromista – Luís Usón i Usón Studio - 3 kg – Ilusión Media - A banda (The Band) – José Luís González Barcel |
| Millor disseny de vestuari | Millor pel·lícula documental |
| - Emilia Pardo Bazán, a condesa rebelde – María Gil - Doentes – Eva Camino - Eduardo Barreiros, o Henry Ford galego – María Fandiño - Matalobos – Saturna | - Tralas luces – Tic Tac Producciones en coproducció amb Lagarto Cine, Ukbar pel·lículas i TVG - Brasil, somos nós – Keltia Producións S.L. i Bossa Nova Films - Lois Pereiro, seguindo os surcos – Mr Misto - MPH Mann – Senunpeso Producións Audiovisuais, Hermanos Karapatrov i Acrobacias Audiovisuais |

### Premio de Honra Fernando Rey
- Dolores Ben